# نستطيع فعلها!

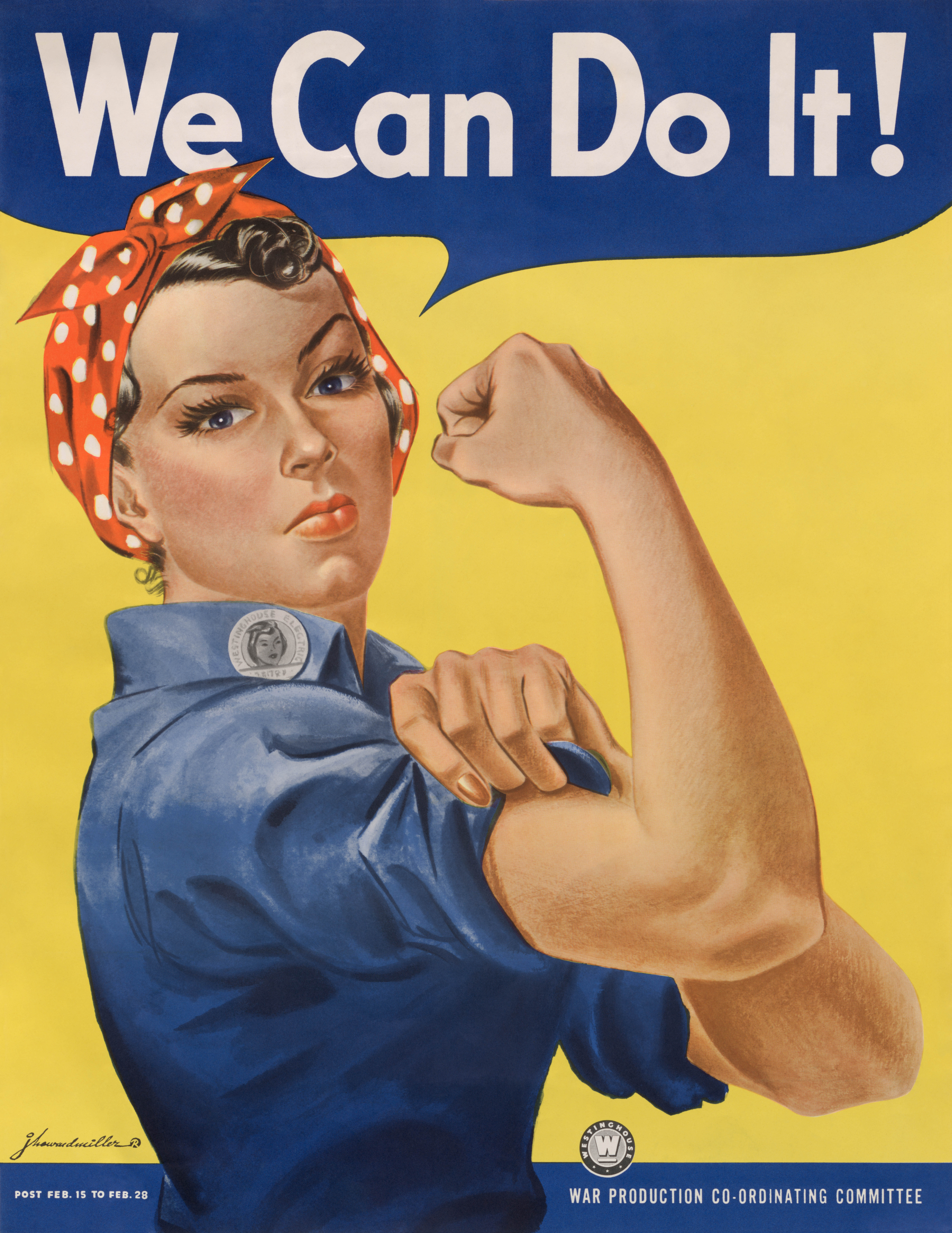
"ملصق جي هاورد ميلر «نستطيع فعلها!» من عام 1943

نستطيع فعلها! (بالإنجليزية: We Can Do It!)‏ هو ملصق دعائي يعود لفترة الحرب العالمية الثانية. قام بتصميمه جاي هاورد ميلر J. Howard Miller في عام 1943 لشركة ويستنغهاوس Westinghouse سلك الخدمة الأبيض والأسود الكهربائية كصورة ملهمة لرفع معنويات العاملات الجدد. ويعتقد أن الملصق يعتمد على صورة اتخذت لأحد العمالات تسمى جيرالدين هوف Geraldine Hoff والتي كانت تعمل في خدمة الأسلاك.
حظي الملصق بمشاهدة محدودة جدا خلال الحرب العالمية الثانية ولكنه اكتشف مرة أخرى في أوائل الثمانينات واعيد نشره على نطاق واسع بصيغ جديدة ودعي«نستطيع فعل ذلك»
"we can do it"ودعيت المرأة التي فيه ب روزي اللحامة "Rosie the Riveter" حيث قيل للمرأة في تلك الفترة ان كنت قادرة على استعمال الخلاط الكهربائي فانت قادرة على استخدام الفرد الكهربائي الذي يستخدم لحفر الحيطان وتركيب البراغي.
وقد انتشرت في الاربعينات أغنية روزي الرفيفيتر التي كانت تشجع المرأة التي تعمل على خطوط التجميع مستعملة الفرد الكهربائي.
انتشر هذا الرمز الايقوني للعاملة على خطوط التجميع. هي قوية ولكنها لم تفقد أنوثتها.
ثم استعملت هذه الصورة لتعزيز الحركة النسائية وقضايا سياسية أخرى في أوائل الثمانينات.
اختيرت هذه الصورة كغلاف لمجلة Smithsonia في عام 1994 واعتمدت على ختم البريد من الدرجة الأولى للولايات المتحدة في عام 1999
ثم استخدمت في عام 2008 كمواد في الحملة السياسية لناشطين ٫أمثال سارة بالين ورون بول وهيلاري كلنتون.
افترض المراقبون أن هذه الصورة كان مستخدمة دوما كدعوة لحث النساء العاملات على دعم المجهود الحربي. ولكن الحقيقة هي أن الصورة انتشرت بشكل داخلي ضيق ضمن شركة ويستنغهاوس وفي شباط من عام 1943 فقط ولم تهدف إلى الدعوة لتوظيف مزيد من النساء بل كانت موجهة للنساء اللواتي التحقن بالعمل كي تشجعهن على العمل أكثر.
استغلت الناشطات وغيرهن موقف النهضة والرسائل من أجل إعادة تشكيل (صياغة) الصورة إلى أشكال عديدة ومختلفة بما في ذلك التمكين الذاتي والحملة الإعلامية والترويجية والمحاكاة الساخرة.

## الخلفية

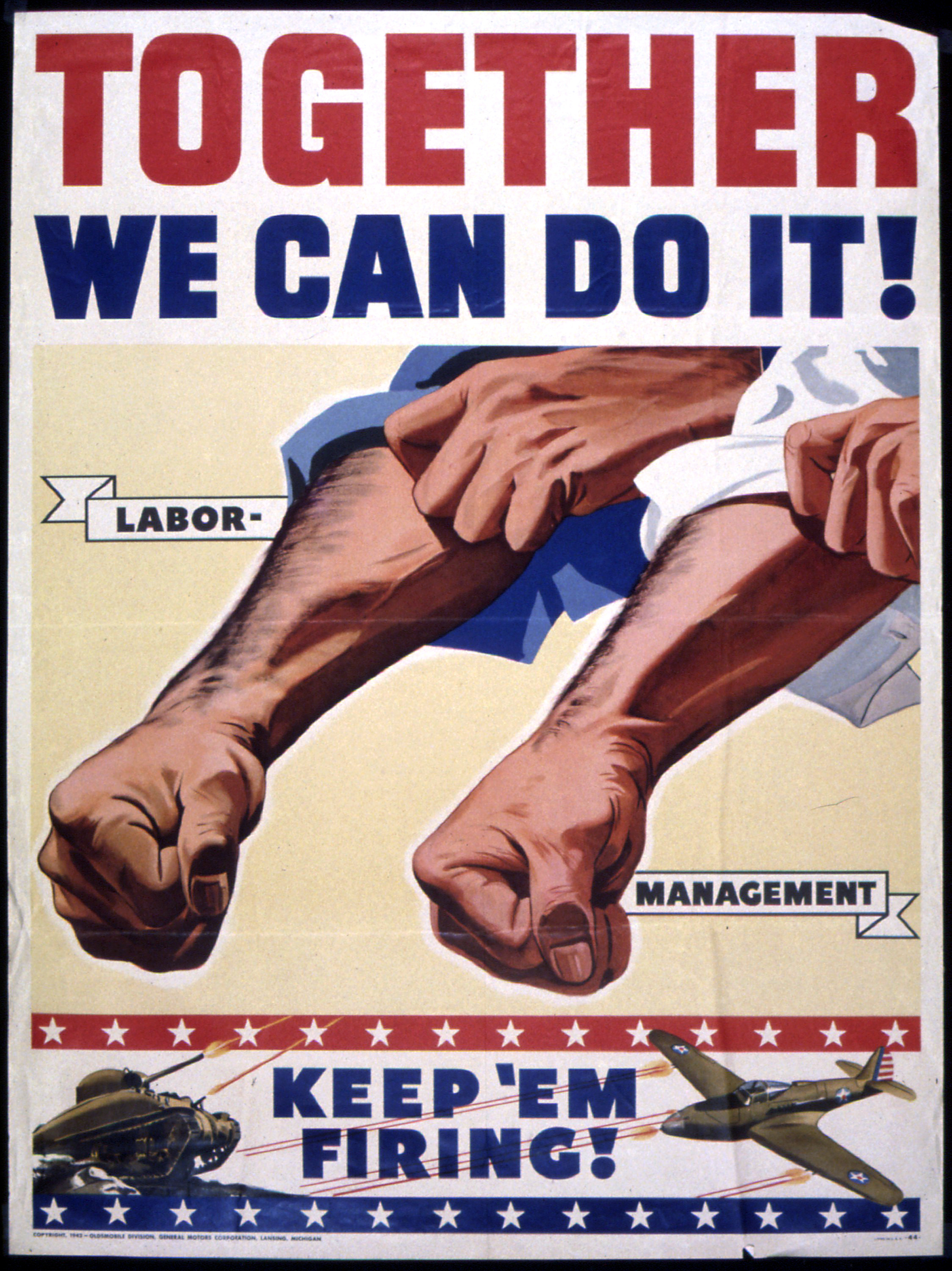
ملصق بروباغندا لجنرال موتورز من عام 1942 يشجع على الوحدة بين العمال والإدارة
وبعد الهجوم الياباني على ميناء بيرل دعت حكومة الولايات المتحدة المريكية الشركات المصنعة لانتاج كميات أكبر للسلع الحربية.
كان العمل يتم في مصانع كبيرة ولكن الجو فيها خلال عام 1930 مشحوناً بسبب حالة الامتعاض بين الإدارة والنقابات العمالية في ذلك الوقت.
سعى مدراء شركات كشركة جنرال موتورز لتقليل الخلافات الماضية وتشجيع العمل الجماعي. ورداً على حملة علاقات عامة التي روّج لها اتحاد عمال السيارت المتحدة اطلقت جنرال موتورز بسرعة ملصق دعائي في عام 1942 وتظهر فيها كل من العمال والإدارة كاشفين عن سواعدهم متحالفين من اجل المحافظة على معدل ثابت في عملية الإنتاج الحربي.
يُقرأ في الملصق عبارة «معا يمكننا ان نفعل ذلك».
ثم رغبت الشركات بعد ذلك في زيادة الإنتاج من خلال إنشاء هكذا بوستات وذلك عن طريق نشر مشاعر مؤيدة للحرب والهدف الأخير من وراء ذلك هو منع الحكومة من ممارسة سيطرة أكبر على الإنتاج.
في العام 1942 تعاقد الفنان جي هاورد ميلر ليعمل في لجنة تنسيق الإنتاج الحربي في ويستنغهاوس للالكترونيات وبتمويل من المخصصات الفيدرالية لانشاء سلسلة من الملصقات لتعرض على عمال الشركة وتم تغطية جميع التكاليف من الأموال الفيدرالية (الاتحادية)
وكانت الأهداف وراء هذا المشروع هي رفع معنويات العاملين والحد من الغياب وتوجيه اسئلة العمال إلى الإدراة وتخفيض احتمالات اضراب العمال أو خسارة المصنع.
كان يعرض كل ملصق في المصنع لمدة اسبوعين ثم يتم استبداله باخر من نفس السلسلة.
كان هناك صورة مدير مبتسم في أحد هذه الملصقات يقول فيها «هل هناك أي اسئلة حول العمل؟؟ اسأل المشرف المسؤول».

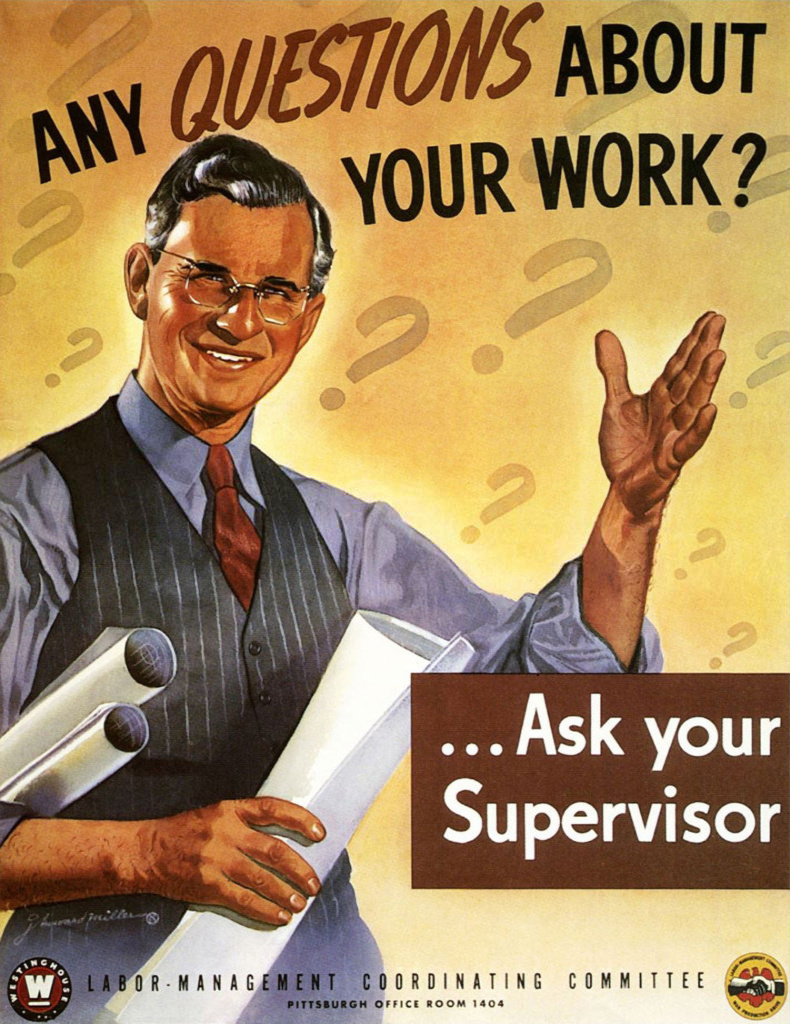
ملصق اخر لجي هاورد ميلر من سلسلة " نستطيع فعل ذلك!"

## روزي ذا ريفيتر (روزي اللّحامة)
خلال الحرب العالمية الثانية، لم يكن ملصق «يمكننا أن نفعل ذلك» مرتبطا بأغنية Rosie the Riveter ولا برسم نورمان روكويل المشهور والمسمى بـ «روزي ذا ريفيفر» والذي ظهر على غلاف ملصق يوم الذكرى \أو الشهداء في مساء السبت 29 أيار سنة 1943. كما لم يرتبط ملصق Westinghouse بأي من النساء الملقبات بـ روزي والذي استخدم لتعزيز عمل المرأة في منتجات الحرب على الجبهة الداخلية وبدلا من ذلك وبعد عرضه لمدة أسبوعين في شهر شباط عام 1943 في بعض معامل ويستنغهاوس.
اختفى لمدة أربعة عقود تقريبا.بينما سادت صور أخرى لـروزي بين صور العمال. كما استعد مكتب معلومات الحرب لحملة إعلانية ضخمة على الصعيد الوطني لتسويق الحرب ولم تكن «نستطيع فعلها» بينهم.
أعيرت صورة ركويل الرمزية «روزي» بالبريد لوزارة المالية الأمركية لاستخدامها بالملصقات وحملات الترويج لمواثيق الحرب. زالت لوحة روكويل تدريجيا من الذاكرة العامة لأنها كانت ذات حقوق نشر كما أن كل رسوم ركويل تم الدفاع عنها من قبل ورثته بعد وفاته. تلك الحماية أدت لإكساب اللوحة قيمة إضافية فبيعت بحوالي 5 ملايين دولار عام 2000، وعلى العكس من ذلك فإن غياب حقوق الملكية عن لوحة «أستطيع أنا أفعلها» أدت إلى انتشارها للعلن وإعادة ولادتها من جديد.
وأشار إد ريس، وهو مؤرخ متطوع لويستنغهاوس أن الصورة الاصلية لم تظهر خلال الحرب للحّمات وبالتالي فإن الجمعية الأخيرة مع «روزي ذا ريفيتر» كانت غير مبررة.وإنما كانت موجهة للنساء اللواتي يصنعن الخوذ...ويسخر ريس قائلا إن الامرأة التي في الصورة يمكن أن تسمى مولي صانعة القوالب أو هيلين خياطة بطانة الخوذة.

## صورة جيرالدين هوف
يًعتقد أن الصورة التي استخدمها ميرالد هي صورة بالأبيض والأسود لعاملة في ميشغان تدعى جيرالدين هوف في أوائل عام 1942 عندما كان عمرها 17 عاما.
كانت الصورة بأبعاد 5 قدم وعشرة انش حيث تظهر فيها هوف نحلية وترتدي ربطة رأس منقطة تقف منحية على آلة معدنية تشغلها.
الغريب أن هوف تركت عملها بعد فترة وجيزة حيث سمعت أن الآلة التي كانت تعمل عليها قد اصابت يد من كانت تعمل قبلها، فلم ترغب في أن تتأذى يديها فتفقد القدرة على عزف السيلو. فعملت في معمل اخر بمهمة ضبط الوقت.

## إعادة الاكتشاف
في عام 1982 رأت Doyle ملصق حملة «نستطيع القيام بذلك» الموجود في مجلة وأدركت فوراً أنها صورتها بالرغم من أنها لم تشاهدها قبل. كانت الصورة تستخدم لتشجيع الحركة النسائية.
ورأت الحركة النسائية في الصورة تجسيداً لتمكين المرأة وفهمت كلمة «نحن» في العبارة الملصق على أنها تعني«نحن النساء» ورسالتهم توحيد جميع النساء في الأخوة لمحاربة عدم المساواة بين الجنسين.
هذا كان مختلفاً عما استخدم له الملصق في عام في 1943 فقد كانت الغاية منه السيطرة على الموظفين وصرف الانتباه عن الاضطرابات العمالية
مجلة سميثسونيان "Smithsonian" وضعت الصورة كغلاف للعدد في شهر آذار من عام 1994 لتدعو القارئ لقراءة المقال المميز عن أصحاب الملصق وقت الحرب. أنشأت خدمة البريد في الولايات المتحدة الأمريكية طابعاً يقدر ثمنه 33 جنيه وذلك في شباط عام 1999 معتمدة على نفس الصورة مع إضافة العبارة «النساء تدعم جهود الحرب.» الملصق لشركة Smithsonian من سنة 1943 عرض في المتحف الوطني للتاريخ الأمريكي في قسم الأشياء التي تعود للحقبة بين عام 1930 و1940 أما دويل فقد اكتسبت درجة تقدير. كانت من وقت لآخر تزور قاعة المرأة للمشاهير في ولاية ميتشغن الأمريكية لتوقع الملصقات وتلتقي المهنئين. قالت ربما من الأفضل أنها لم تعرف في شبابها أن مثلت على الملصق الشهير مرى أخرى:: «لم أكن لأستطيع تحمل كل هذه الإثارة عندئذ».1

## الإرث
اليوم، أصبحت الصورة معروفة على نطاق واسع جداً، وكمثال على الاستخدام التجاري علي زوج من آلات بيع المياه المعلبة. أبعد من الغرض الضيق الذي عُرفت لأجله خلال الحرب العالمية الثانية حيث استخدم الشعار في تزيين القمصان، الوشوم، فناجين القهوة ومغناطيس ثلاجة.
في عام 2008 أُستخدم الشعار من قبل بعض النشطاء الإقليميين المؤيدين للحملة الانتحابية لسارة بالينن وهيلاري كلينتون. إضافةً إلي استبدال المرأة في الصورة بميشيل أوباما من جانب بعض الحضور في رالي 2010 «لاستعادة سلامة العقل أو الخوف».وقد ضُعفت الصورة من قبل بعض شركات مثل كلوركس حيث استخدمو الصورة في إعلانات المنظفات المنزلية وكانت المرأة المقدمة في الصورة مرتدية خاتم زفاف في يدها اليسرى. بالإضافة الي المحاكاة الساخرة للصورة لنساء مشهورات، رجال وشخصيات خيالية.
توفيت جيرالدين دويل في ديسمبر كانون الأول عام 2010. وبعد ذلك بعام قدمت مجلة "Utne Reader " موعدها المقرر يناير-فبراير 2011 صورة لغلاف مجلتها تمثل محاكاة ساخرة من «يمكننا فعلها» تبرز الشخصية الكرتونية مارج سيمبسون رافعة قبضة يدها اليمني. وأعرب محرري المجلة أسفهم لرحيل دويل.
أنشئت صورة ثلاثية الأبعاد (مجسم) لصورة «يمكننا فعلها» لفيلم كابتن أمريكا : المنتقم الأول ووُظفت الصورة كخلفية لبطاقة التعريف للممثلة الإنجليزية هايلي أتويل.
1. ↑  وصلة مرجع: https://www.history.com/topics/world-war-ii/rosie-the-riveter.